# 1317
Пізнє Середньовіччя •  Великий голод •  Реконкіста •  Ганза • Авіньйонський полон пап •  Монгольська імперія

## Геополітична ситуація
Андронік II Палеолог є імператором Візантійської імперії (до 1328). За титул короля Німеччини ведуть боротьбу Фрідріх Австрійський та Людвіг Баварський. У Франції королює Філіп V Довгий (до 1322).
Апеннінський півострів розділений: північ належить Священній Римській імперії, середню частину займає Папська область, південь належить Неаполітанському королівству. Деякі міста півночі: Венеція, Піза, Генуя тощо, мають статус міст-республік. Триває боротьба гвельфів та гібелінів.
Майже весь Піренейський півострів займають християнські Кастилія і Леон, Арагонське королівство та Португалія, під владою маврів залишилися тільки землі на самому півдні. Едуард II є королем Англії (до 1327), а королем Данії є Ерік VI (до 1319).
Руські землі перебувають під владою Золотої Орди. Галицько-Волинське князівство очолюють Лев Юрійович та Андрій Юрійович, Михайло Ярославич править у Володимиро-Суздальському князівстві (до 1318).
Монгольська імперія займає більшу частину Азії, але вона розділена на окремі улуси, що воюють між собою. У Китаї, зокрема, править монгольська династія Юань. У Єгипті владу утримують мамлюки. Мариніди правлять у Магрибі. Делійський султанат є наймогутнішою державою Північної Індії, а на півдні Індії панують держава Хойсалів та держава Пандья. В Японії триває період Камакура.
Цивілізація майя переживає посткласичний період. Почала зароджуватися цивілізація ацтеків.

## Події

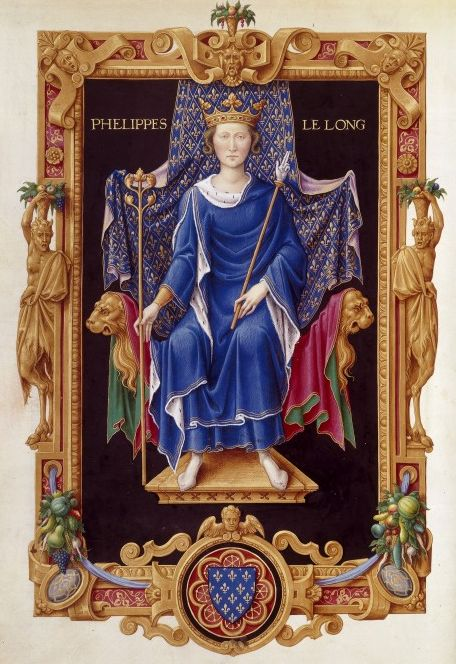
Коронація Філіпа V Довгого

- Володимирський князь Михайло Ярославич завдав поразки московському князю Юрію Даниловичу й захопив у полон його дружину, доньку великого хана Золотої Орди.
- Третій рік Великого голоду. Попри покращення погоди та непоганий урожай, через знищення посівного матеріалу й худоби за попередні два роки наслідки голоду відчуватимуться ще п'ять років.
- Король Швеції Біргер Магнусон кинув у в'язницю й заморив голодом своїх братів Еріка та Вальдемара. Це призвело до повстання в країні.
- У Франції відбулася коронація Філіпа V Довгого. Завдяки одруженню Філіпа з Жанною Бургундською Бургундія повернулася до королівського домену.
- За посередництва папи римського Івана XXII підписано новий мир між неапольським королем Робертом та сицилійським королем Федеріго II. Федеріго II довелося вивести свої гарнізони з окупованих міст Калабрії.
- Король Португалії Дініш I уклав контракт з генуезьким купцем Мануелем Пессаньйо, за яким на службу до Португалії перейшло 20 кораблів.
- Ільханом Ірану став Абу Саїд Багатур, однак влада фактично опинилася в руках еміра Чобана.